# Atletismo nos Jogos Pan-Americanos de 1951 - 110 m com barreiras masculino
Os 110 metros com barreiras foram um dos eventos do atletismo nos Jogos Pan-Americanos de 1951, em Buenos Aires. A prova foi disputada no Estádio Monumental de Núñez entre os dias 27 de fevereiro e 8 de março.

## Medalhistas
| Ouro   | USA Richard Attlesey    |
| Prata  | ARG Estanislao Kocourek |
| Bronze | CUB Samuel Anderson     |

## Resultados

### Semifinais

#### Semifinal 1
| Pos. | Nome                | Nacionalidade      | Tempo | Notas |
| ---- | ------------------- | ------------------ | ----- | ----- |
| 1    | Dick Attlesey       | USA Estados Unidos | 14.3  | Q     |
| 2    | Estanislao Kocourek | ARG Argentina      | 14.5  | Q     |
| 3    | Hernán Alzamora     | PER Peru           | 15.1  |       |
| 4    | Juan Eliva          | VEN Venezuela      | 16.0  |       |

#### Semifinal 2
| Pos. | Nome            | Nacionalidade      | Tempo | Notas |
| ---- | --------------- | ------------------ | ----- | ----- |
| 1    | Samuel Anderson | CUB Cuba           | 14.7  | Q     |
| 2    | Don Halderman   | USA Estados Unidos | 14.8  | Q     |
| 3    | Jörn Gevert     | CHI Chile          | 15.4  |       |
| 4    | Carlos Zorich   | ARG Argentina      | 16.0  |       |

#### Semifinal 3
| Pos. | Nome                   | Nacionalidade | Tempo | Notas |
| ---- | ---------------------- | ------------- | ----- | ----- |
| 1    | Wilson Gomes Carneiro  | BRA Brasil    | 15.0  | Q     |
| 2    | Vicente Tavares Chávez | MEX México    | 15.1  | Q     |
| 3    | Teofilo Bell           | VEN Venezuela | 15.4  |       |
| 4    | Eduardo Laca           | PER Peru      | 15.4  |       |
| 5    | Rubens Díaz Gómez      | ARG Argentina | NM    |       |

### Final
| Pos.              | Atleta                | País               | Tempo  |
| ----------------- | --------------------- | ------------------ | ------ |
| Medalha de ouro   | Richard Attlesey      | USA Estados Unidos | 14.0 m |
| Medalha de prata  | Estanislao Kocourek   | ARG Argentina      | 14.2 m |
| Medalha de bronze | Samuel Anderson       | CUB Cuba           | 14.2 m |
| 4                 | Don Halderman         | USA Estados Unidos | 14.3 m |
| 5                 | Wilson Gomes Carneiro | BRA Brasil         | 14.7 m |
| 6                 | Vicente Tavarez       | MEX México         | N/A    |